# Faïsal Ibnel Arrami
Faïsal Ibnel Arrami (ur. 20 lipca 1984) – francuski bokser kategorii junior ciężkiej.

## Kariera zawodowa
Jako zawodowiec zadebiutował 7 kwietnia 2006 r., pokonując Słowaka Stefana Kusniera przez nokaut w 1. rundzie. Do końca 2006 Arrami stoczył jeszcze dwa pojedynki, które zwyciężył. W latach 2007–2008, Arrami stoczył 5 walk, wszystkie wygrywając.
3 kwietnia 2009 r. rywalem Francuza był Rachid El Hadak. Stawką pojedynku było mistrzostwo Francji w kategorii junior ciężkiej. Po wyrównanym boju, jednogłośnie na punkty (97-95, 96-94, 95-94) zwyciężył Hadak, zdobywając pas. 17 października otrzymał szansę walki o mistrzostwo Afryki w kategorii junior ciężkiej. Francuz zmierzył się z Zambijczykiem Charlesem Chisambą, a walka odbyła się na terenie mistrza – Zambii. Arrami znokautował rywala w 10. rundzie, zostając nowym mistrzem.
6 marca 2010 r., Arrami zmierzył się z Polakiem Mateuszem Masternakiem. Francuz przegrał przez techniczny nokaut w 8. rundzie, gdy został poddany przez narożnik, będąc wcześniej na deskach. 27 marca 2011 r. zdobył mistrzostwo Francji w kategorii junior ciężkiej, nokautując w 2. rundzie Zakarię Azzouziego. 23 września zmierzył się z Finem Juho Haapoją o mistrzostwo UE. Arrami przegrał jednogłośnie na punkty (113-114, 110-117, 111-116) po wyrównanym pojedynku, będąc na deskach w rundzie 4. 5 listopada zdobył mistrzostwo Francji w kategorii junior ciężkiej, nokautując Jérémy'ego Ouannę.
1 czerwca 2013 r. zmierzył się z Dentonem Daleyem w walce o pas NABA. Arrami przegrał przez poddanie w 4. rundzie.